# Udo Schöbel

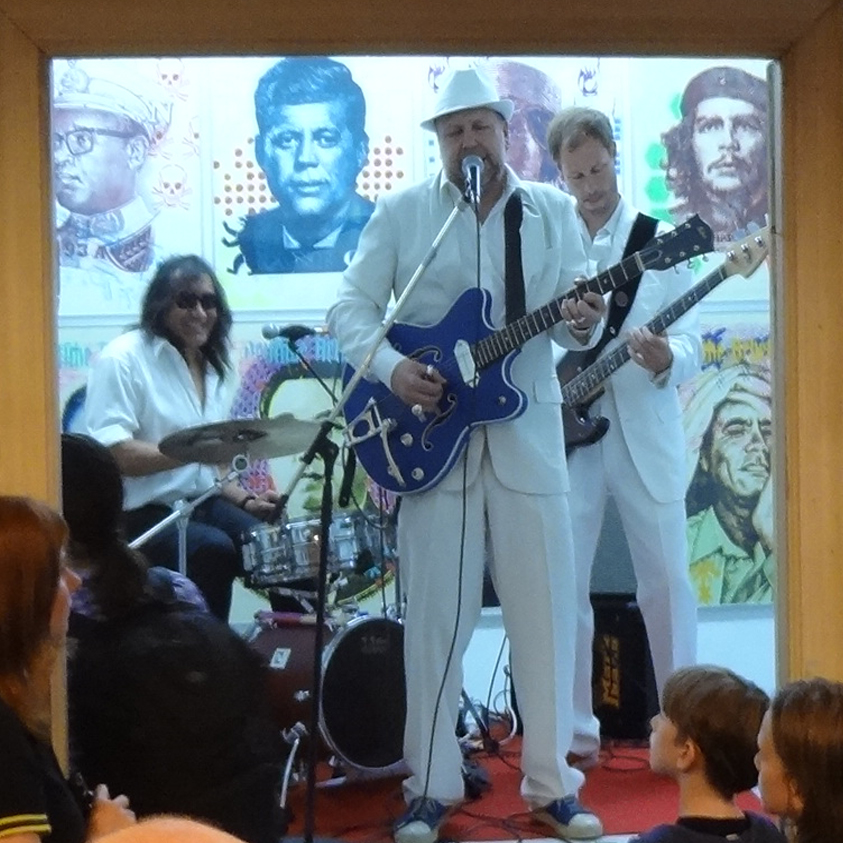
Udo Schöbel mit dem Minibeatclub bei einem Auftritt in der ATM Gallery in Berlin am 6. Juni 2014

Udo Schöbel (* 1961 in Stuttgart) ist ein deutscher Musiker, Songwriter, Musikproduzent und Cartoonist.

## Leben
Musikalisch sozialisiert zwischen Punk und Reggae, begann Schöbel früh eigene Songs zu schreiben. Mit ekstatischen Bühnenshows gelangte er Mitte der 1980er Jahre in Stuttgart zu lokalem Ruhm. Seitdem gründete er verschiedene Bands, arbeitet noch heute mit nationalen und internationalen Künstlern zusammen, macht Filmmusik für Erwachsene und Kinder und arbeitet außerdem als Cartoonist. Seit 2002 lebt er mit seiner Frau in Berlin und betreibt dort neben Aktivitäten in Projekten die Wiege des guten Geschmacks, einen Galerie- und Veranstaltungsraum in Berlin-Kreuzberg.
Seine ersten Bands, damals noch ansässig in Stuttgart, hießen Karl Anton and the Heartbreakers (punkiger Rock ’n’ Roll), The Cleanin’ Women (60ties-Girlgroup, Beat) und The Hipshots (Soul). Von Karl Anton and the Heartbreakers übrig geblieben ist die Kunstfigur Karl Anton, genannt „der welterste Cartoon-Popstar“. Über diese virtuelle Figur richtete sich Udo Schöbel Anfang der 1990er Jahre im damals noch als Neuland zu bezeichnenden Internet an seine Fans.
Mit der Band The Cleanin’ Women schrieb Schöbel den Titelsong zum Film Riff (Regie: Rolf S. Wolkenstein), der 1986 bundesweit im ZDF-Kleines Fernsehspiel ausgestrahlt wurde. Mit den Hipshots trat er am 27. Juli 1986 als Supportband von Rod Stewart im Fußballstadion von Marbella auf. 1986 gründete er mit G.A.W. die Homeboys, die sich nach dem Einstieg von Elin Doka als drittes Bandmitglied in Sexangels umtauften. Anfang der 90er Jahre erfolgten die ersten Plattenveröffentlichungen beider Bands. Parallel tourte Udo Schöbel in diesen Jahren mit der Comedygruppe Shy Guys (1988–1996), mit denen er bis zu 150 Auftritte jährlich im In- und Ausland absolvierte.
Im Jahr 2000, nach seinem Umzug nach Berlin, gründete Schöbel zusammen mit Marcus Vetter die Elektro-Pop-Band VetterSchöbel. 2002 wurde aus ihr das Pop-Trio Minibeatclub. Die Mitglieder sind heute Lea Büser, Udo Schöbel und Peter Wehrmann, der 2008 Marcus Vetter als Bandmitglied ablöste. Den Musikstil der Band nennt Udo Schöbel „Minibeat“ und bezeichnet damit einen Sound, der auf einer freiwillig reduzierten Bandbesetzung (Human Beatbox, Gitarre und Gesang) basiert. So entsteht der typische Stil der Band zwischen Elektro-Chanson und Casio-Punk.
1997 schrieb und produzierte Schöbel er mit Thomas D den Song Frisör für dessen Soloalbum Solo. Er wurde als Single veröffentlicht und kam im selben Jahr unter die Top 100 der deutschen Single-Charts. 1998 begleitete er das Comedyduo Badesalz mit seinem Bandprojekt Gummisoul auf ihrer Open-Air-Tour. 1999 produzierte Ralf Goldkind (Produzent von Lucilectric) den ersten Minibeat-Song Klebstoff. 2001 komponierte er den von Dirk Bach gesungenen Hit Wir sind die Maus zum 30. Geburtstag der Sendung mit der Maus. 2001 erschien das erste Minibeatclub-Album Erste Hilfe. Im Jahre 2003 wurde der Minibeatclub die offizielle Showband der Kurt Krömer Show. Die DVD The best of die Kurt Krömer Show mit einem Minibeatclub-Feature erschien 2005 und erreichte Goldstatus. Ein Jahr später veröffentlichte der Minibeatclub die von Moses Schneider  produzierte CD Einfach gut.
Nach zahlreichen Kompositionen, unter anderem für die Sendung mit der Maus, komponierte und produzierte er 2010 die Kikaninchen-CD Dibedibedab! Die zweite Kikaninchen-CD Wir tanzen, spielen, singen Lieder folgte 2012, die dritte CD mit dem Titel Die Welt ist bunt sowie das Hörspiel Mein Geschichtenkissen im Jahr 2015. Der Song Dibedibedab ist mit über 23 Millionen Klicks bei YouTube einer der größten Hits für Kinder. Die Kikaninchen-DVD Wir spielen jeden Tag ist vom Bundesverband der Musikindustrie anhand der Verkaufszahlen mit Platin und die zweite DVD Ich mache gerne quatsch mit Gold ausgezeichnet worden. Im Mai 2014 erschien das Kinder-Musikalbum Wackeldackel Hitparade. Hierfür schuf er die Figur Körperklaus als Hauptfigur und Protagonist. Neben der Komposition der Lieder und der musikalischen Umsetzung stammt hier auch das gesamte visuelle Erscheinungsbild aus Schöbels Feder.
Der TV-Start der Körperklaus-Mini-Serie in der vom WDR für den KIKA produzierten Sendung mit dem Elefanten war am 13. Juli 2016. Die ersten fünf Filme für die Magazin-Sendung (zu Songs der Körperklaus-CD Wackeldackel Hitparade) waren Der Schuhplattlertanz, Milkshake, Manekineko, Körperklauslied und Ich bin einfach gut. 
2017 gewann er mit der radioeins-Radioshow den Deutschen Radiopreis in der Kategorie „Beste Sendung“ als musikalischer Leiter der Sendung mit Peter Wehrmann und P.R. Kantate als der „Minibeatclub“.
Anlässlich des 60-jährigen Jubiläums des Sandmännchens (2019), sowie der Figur Pittiplatsch (2022), komponierte er die Musik für insgesamt 26 Folgen der gleichnamigen Serie sowie für das Hörspiel. Hinzu kamen das  Pittiplatsch Geburtstagslied sowie drei weitere Songs für die Folge Pittiplatsch-der Gesangswettbewerb. 2020 produzierte er mit dem Chart-Hit-Produzenten Krutsch ein Kikaninchen-Lieder-Remix-Album, das 2021 unter dem Titel Partymix bei Universal veröffentlicht wurde. Außerdem erschien in diesem Jahr ein zweiter Kikaninchen-Tonie Die Mischung macht’s mit von ihm geschriebenen und produzierten Liedern. Schon im Jahr 2017 war das Hörspiel-Tonie Geschichtenkissen veröffentlicht worden, bei dem er für Produktion, Regie und Musik verantwortlich war.
Für den internationalen Kinofilm Karlchen – das große Geburtstagsabenteuer (Originaltitel: Best Birthday Ever) aus dem Jahr 2022, eine Verfilmung der Kinderbücher aus der „Karlchen“-Reihe von Rotraut Susanne Berner, komponierte und textete er die Songs. 
Gemeinsam mit Thomas D und dem WDR Funkhaus Orchester spielte er im Oktober 2022 die Songs Frisör und Rückenwind unter der Leitung von Frank Strobel live im Radio.  

## Diskografie

### Alben
- 1990: Cleanin’ Women: You make my heat BEAT faster – Vinyl (no music)
- 1992: Homeboys: No Way – Vinyl (blue flame)
- 1993: Sexangels: Innocent again (Deshima/BMG Rights Management)
- 1994: Cleanin’ Women: We All Should Look So Good – Vinyl (no music)
- 1996: Cleanin’ Women: A Big Slice of Live (no music)
- 2001: mit Dirk Bach: Wir sind die Maus (BMG Rights Management)
- 2002: VetterSchöbel: Erste Hilfe – Minibeat-Debüt-CD (miniBEATrecords)
- 2003: German-Connection – Sampler mit 2raumwohnung, wir sind Helden, Vetterschöbel etc.
- 2004: Cleanin’ Women: Everlastin’ Summer – Live (miniBEATrecords)
- 2006: miniBEATclub: Einfach Gut (miniBEATrecords, pauls garage)
- 2010: Kikaninchen-CD: Dibedibedab! (Universal Music Group)
- 2012: Kikaninchen-CD: Wir tanzen, spielen, singen Lieder (Universal Music Group)
- 2014: Wackeldackel Hitparade (Universal Music Group)
- 2015: Kikaninchen-CD: Die Welt ist bunt (Universal Music Group)
- 2015: Kikaninchen Hörspiel-CD: Mein Geschichtenkissen! (Universal Music Group)
- 2017: Kikaninchen-CD: Die Mischung macht’s (Universal Music Group)
- 2017: Kikaninchen-Tonie: Mein Geschichtenkissen (Oetinger)
- 2020: Kikaninchen-Tonie: Die Mischung macht’s
- 2021: Kikaninchen: Party-Mix (Universal Music Group)
- 2021: Kareltje – Beste Verjaardag Oit

### Singles
- 1998: Thomas D: Frisör (Four Music)
- 2017: Körperklaus: Einfach gut (Universal Music Group)
- 2020: Kikaninchen: Party-Diskokugelmix (Universal Music Group)
- 2021: Kikaninchen: Weihnachtszauber & Weihnachtsbäckerin
- 2022: Händewaschlied & Gesund und munter
- 2022: Der Bestimmer  & Trotzlied
- 2022: Karlchen – Das große Geburtstagsabenteuer – EP, 6 Songs
- 2022: Kwaak Waak Kwakerde – Reggae
- 2022: Kalles Födersedags Äventyr – EP, 6 Songs
- 2022: Karaltje – De Beste Verjaardag Ooit – EP, 7 Songs

## Filmografie

### Sendung mit der Maus
- 2001: Wir sind die Maus, gesungen von Dirk Bach, zum 30. Geburtstag der Sendung mit der Maus
- 2001: Wenn die Maus kommt
- 2001: So sehn wir aus

### Sendung mit der Maus „Lachgeschichten“
- 1997: 10 kleine Saftorangen
- 1998: Hungriges Brötchen
- 1998: Selma, das Schaf
- 1999: Im Badezimmer
- 2000: Im Sandkasten
- 2001: In der Kommode
- 2002: Der Fadenmann (auf dem Nähtisch)
- 2003: Der Käferjunge
- 2005: Bohnentwist
- 2009: GemüseTango
- 2010: Kritze Kratze
- 2013: Peter Claus
- 2013: Gute Nacht Carola
- 2016: Er kam mit der Couch
- 2019: Wanda Walfisch

### Sendung mit der Maus „Sachgeschichten“
- 2000: Badewanne
- 2001: Geheimsprachen
- 2005: Puppendoktor

### Sendung mit dem Elefanten
- 2016: Körperklaus Schuhplattlerta
- 2016: Körperklaus Milkshake
- 2016: Körperklaus Manekineko
- 2016: Körperklaus Einfach Gut
- 2016: Körperklaus Körperklaus

### Animationsfilme
- 1991: Mr. Chocolate meets Mrs. Milk
- 1995: Yankale
- 1999: Karl-Anton (Mini-Serie)
- 2000: Big Cat, Little cat
- 2004: Die kleine Monsterin
- 2008: Ted Sieger’s Molly Monster
- 2022: Troll stinkt

### Realfilm
- 1991: Der letzte Sommer
- 1998: Hilda Humphrey
- 2000: Lost Killers
- 2007: Die Aufschneider